# Red telefónica conmutada
La red telefónica conmutada (RTC) se define como el conjunto de elementos constituido por todos los medios de transmisión y conmutación necesarios para enlazar a voluntad dos equipos terminales mediante un circuito físico, específico para la comunicación. Se trata por tanto, de una red de telecomunicaciones conmutada.

## Modo de empleo
Es el caso del fax o de la conexión por línea conmutada a Internet a través de un módem acústico.
Se trata de la red telefónica clásica, en la que los terminales telefónicos (teléfonos) se comunican con una central de conmutación a través de un solo canal compartido por la señal del micrófono y del auricular. En la transmisión de datos,  en un momento dado hay una sola señal en el cable, compuesta por la señal de subida más la señal de bajada, lo que hace necesarios supresores de eco.
La voz va en banda base, es decir sin modulación (la señal producida por el micrófono se pone directamente en el cable).
Desde el principio de la telefonía automática, las señales de control (descolgar, marcar y colgar) se realizaban mediante apertura y cierre del bucle de abonado. Actualmente, las operaciones de marcado ya se realizan mediante tonos, que se envían por el terminal telefónico a la central a través del mismo par de cable que la conversación.
En los años setenta se produjo un creciente proceso de digitalización influyendo en los sistemas de transmisión, en las centrales de conmutación de la red telefónica, manteniendo el bucle de abonados de manera analógica. Por tanto, cuando la señal de voz (analógica) llega a las centrales (digitales) hay que digitalizar la señal de voz.
El sistema de codificación digital utilizado para digitalizar la señal telefónica fue la técnica de modulación por impulsos codificados, cuyos parámetros de digitalización son:
- Frecuencia de muestreo: 8000 Hz
- Número de bits: 8
- Ley A (en Europa).
- Ley µ (en Estados Unidos y Japón).

El tratamiento que se aplica a la señal analógica es: filtrado, muestreo y codificación de las muestras. La frecuencia de muestreo Fs es siempre superior a la Nyquist.

## Arquitectura

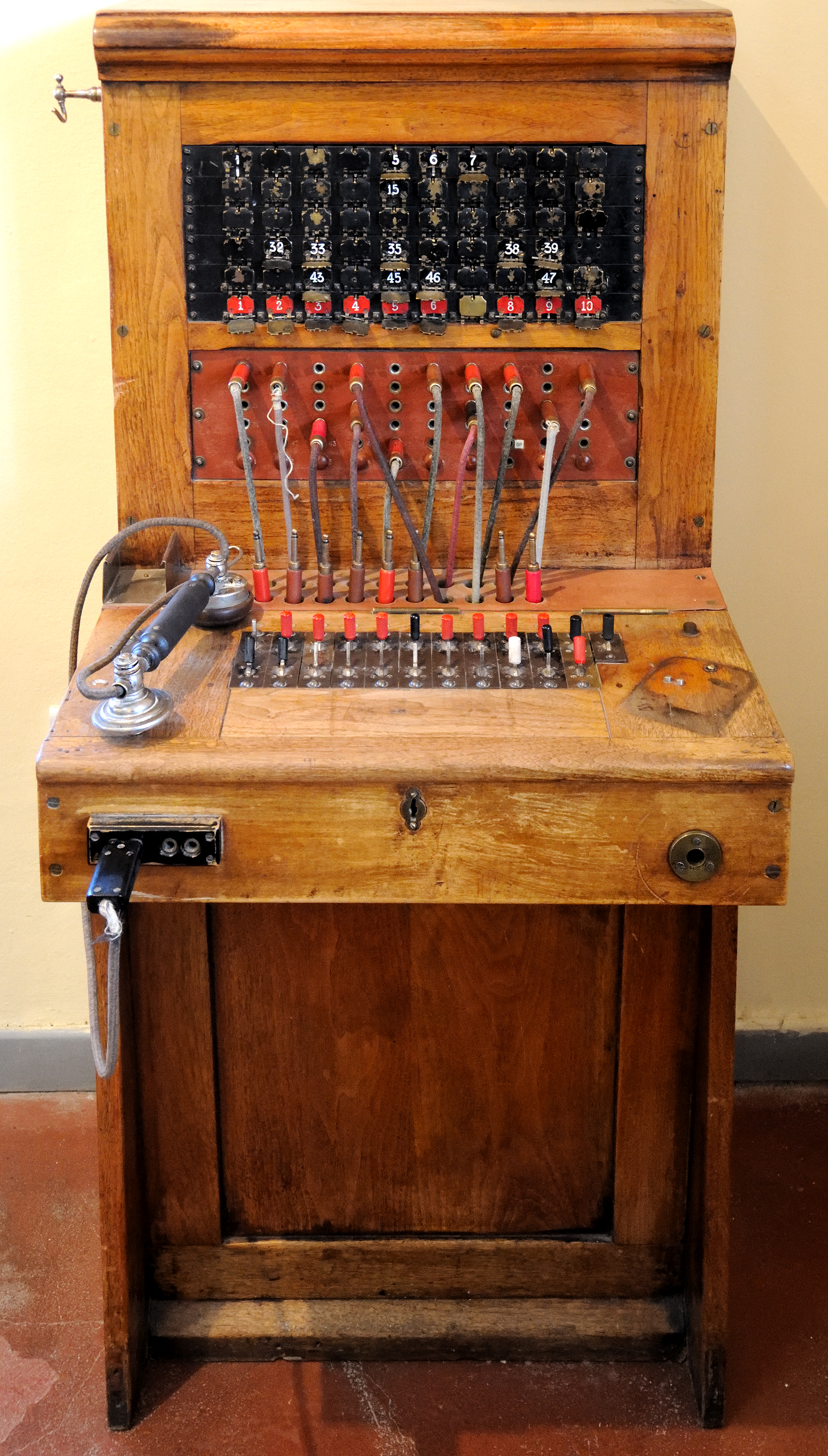
Conmutador telefónico

Los componentes incluidos en la arquitectura de toda RTC son:
- terminal de abonado y línea telefónica de abonado (bucle local).
- centrales de conmutación de circuitos
- sistema de transmisión
- sistema de señalización

Esto correspondería exclusivamente al funcionamiento del teléfono.
Para poder transmitir datos por una red telefónica conmutada, hay que añadir otro elemento a la disponibilidad en tantos sitios de la infraestructura de la RTC, que constituye la solución más apropiada para introducir rápidamente cualquier nuevo servicio de telecomunicación.

## Historia
En 1876 Alexander Graham Bell patentó el teléfono, que se vende por pares ya conectados mediante una topología punto a punto.
En 1878 se funda Bell Telephone Company, que se convertiría en la actual AT&T y monopolizaría la telefonía en Estados Unidos hasta 1984, en que un tribunal antimonopolio estadounidense la obligó a dividirse en varias empresas.
El 11 de junio de 2002, el Congreso de los Estados Unidos aprobó la resolución 269, por la que reconoció que el inventor del teléfono había sido Antonio Meucci y no Alexander Graham Bell.
A lo largo del tiempo se han desarrollado varios métodos de transmisión de datos utilizando la RTC, para mejorar su aprovechamiento de la misma y conseguir mayores velocidades. Los principales son:

### Módem/Conexión básica
Para acceder a la red solo se necesita una línea de teléfono y un módem, ya sea interno o externo. Con el paso del tiempo, los desarrolladores consiguieron pasar de los pocos kilobits por segundo (kbps) ―como la norma V.21 o V.22―, a las velocidades actuales.
- El estándar V.32, desarrollado en 1991, conseguía velocidades de 14 400 bps (14.4 kbps).
- El estándar V.34, de 1994, conseguía velocidades de hasta 28.8 kbps. Y la V.34+, de hasta 33.6 kbps.
- En la actualidad,[¿cuándo?] la conexión tiene una velocidad de 56.0 kbps en bajada y de 33.6 kbps en subida. Se realiza directamente desde una computadora, bajo la norma V.90, desarrollada entre 1998 y 1999.
- La norma V.92 ha conseguido aumentar la velocidad de subida a 48 kbps.

### RDSI
Los equipos terminales de la RDSI (red digital de servicios integrados) se comunican con la RTC a través de señales digitales en lugar de analógicas. Estas líneas de acceso utilizan velocidades de 128 kbps en el acceso básico y de hasta 2 Mbps en el acceso primario.

### xDSL
Las tecnologías xDSL surgen para maximizar el rendimiento del par de cobre que forma la red telefónica de siempre. La de mayor difusión actualmente es la tecnología ADSL, que puede conseguir velocidades superiores a los 20 Mbps.
Las principales tecnologías de este tipo son:
- HDSL (High bit rate Digital Subscriber Line: línea de abonado digital de alta velocidad binaria).
- SDSL (Symmetric Digital Subscriber Line: línea de abonado digital simétrica).
- ADSL (Asymmetric Digital Subscriber Line: línea de abonado digital asimétrica).
- VDSL (Very high bit-rate Digital Subscriber Line: DSL de muy alta tasa de transferencia).

### Cancelación de redes analógicas
Tal como sucede con la telegrafía (en Estados Unidos, la compañía Western Union clausuró sus servicios telegráficos el 27 de enero de 2006) el servicio telefónico analógico tiende a desaparecer. En 2018, ciertos países como Francia y Alemania, anunciaron el fin de la telefonía convencional, cesando la venta e instalación de nuevas conexiones básicas y planificando el cierre y apagado de las centrales telefónicas conmutadas hacia 2023.
Las políticas comerciales modernas apuntan a la instalación de equipos que funcionan con redes de datos, bajo el sistema VoIP (voice over IP, voz sobre protocolo de Internet), combinando el servicio básico telefónico con otros tales como el streaming y el acceso a internet.